# ときめきメモリアル Girl's Side 2nd Kiss
『ときめきメモリアル Girl's Side 2nd Kiss』（ときめきメモリアル ガールズサイド セカンドキス）は、2006年8月3日にコナミデジタルエンタテインメントからPlayStation 2向けに発売された女性向け恋愛シミュレーションゲーム。略称は「GS2」。
『Girl's Side』のシリーズ第2弾。舞台は前作同様はばたき市だが、主人公たちが通う学校は「羽ヶ崎学園」（はねがさきがくえん）となる。
2008年2月14日には新キャラクターが追加されたニンテンドーDS版『ときめきメモリアル Girl's Side 2nd Season』が発売され、2024年2月14日にはHD解像度化や高音質化が行われたNintendo Switch版『ときめきメモリアル Girl’s Side 2nd Season for Nintendo Switch』がダウンロード専用ソフトとして発売された。
スピンオフ作品として、2007年3月15日にPC用タイピングソフト『ときめきメモリアルGirl's Side 2nd Kissタイピング』が発売された。

## ゲーム内容
羽ヶ崎学園（通称：はね学）の生徒として高校生活3年間を過ごし、卒業式の日に男性キャラクターから告白されるのがプレイヤーの目的である。
前作のシステムやイベントをそのまま踏襲しており、舞台となる市が同じである（自然とデート先やバイト先が被り、背景の使いまわしが少なくない）。
ときめきメモリアルシリーズの特徴でもある伝説の場所は「海辺の灯台」である。

## 2nd Kissで追加された主な要素
セカンドキス
本作においては、入学開始時に選択した好みの男性のタイプに当てはまる男性キャラと、ゲーム序盤に思いかけずキスしてしまうという強制イベントが存在する。
このような形でキスをした相手とは、通常とは異なる関係性を持つほか、一部イベントの内容が変化する。
また、DS版で親友になるのは事故チューした相手のみである。ちなみにこれの元になったと思われるイベントは『ときめきメモリアル3』に登場している。
アプローチシステム（PS2版のみ）
デートを成功させると、「………」という選択肢が会話後に出現する。これを選ぶと、「チョップする」、「見つめる」、「寄り添う」、「手をのばす」、「服を引っ張る」の5種類の中から
3つの行動がランダムで表示されて、実行することが出来る。これらの反応は相手の好感度の高さでのみ変化するため、場所や状況、実行回数によって変化することはない。
そして発生するのは、森林公園や観覧車など一部の場所だけである。DS版ではアプローチシステムが進化し、タッチペンを利用したスキンシップが楽しめる。
大接近モード（DS版のみ）
好感度が高い状態でデートするとデート後に発生することがある。タッチペンで男性キャラクターをタッチすると色々な反応を示す。上手くタッチしていくと男性キャラクターのドキドキパネルが上昇する。
パネルがMAXの状態で画面をぐるぐるすると…。大接近モードのやりこみ具合でEDが変化することもある。
複数のエンディング
前作では一人のキャラに一つのエンディング（ED）しか用意されておらず、VS状態を解除したかどうかでEDの台詞が変化する女性キャラクターも、最後に見た方のEDしかおまけで確認することができなかった。
しかし今作では、赤城と姫子以外のキャラクターには2～5個のEDが存在し、別個扱いになっているため、おまけで好きなEDを自由に再生することが可能となっている。しかし、複数のEDといっても、
一部の台詞が少し変わる程度で大きな違いはないことや、ED3（志波はED5）の条件が批判されがちである。（DS版では志波のED1・3、ED2・4と女性キャラクターのED1・2は、それぞれ1つしか登録されない）
親友モード（DS版のみ）
ある条件を満たすと男性キャラと親友になることが出来る。それに付随したDS版新シナリオと新エンディングがある。
ポイントカード
休日に一人で外出して洋服やアクセサリーを買ったとき、使ったリッチ（GSシリーズ内の所持金状況を示すパラメータで、実質的に通貨）に応じてポイントがもらえる。
一定数たまると、最大50%割引された状態で買い物をすることができるため、普段高くて買えない着物もこれを利用すれば割と簡単に入手することが可能になった。
ただし、フリーマーケットや古着屋では使えない。
校内ランダムイベント
休日に外出したとき、好感度に関係なくランダムでキャラクターと遭遇するイベントが発生することがあるが、今作ではそれは平日の学校でも発生するようになった。
ほとんどが3回連続の続き形式であり、キャラひとりだけのものだけでなく、ふたりのキャラがセットものもある。
ハードモード
前作では女性キャラクターにライバル宣言をされると無条件でVS状態になったが、今作では回避することができる（女性キャラクターの好感度も上がりやすくなり、同じクラブでクラブ活動をしただけで好感度が上昇する）。
ただし回避した後に当該男性キャラクターとデートをすると絶交されVS状態の解除も出来なくなる。しかも男性キャラクターの好感度も下がり、攻略が難しくなる。
その他、男キャラがときめくと休日の立ち絵が変化する、女性キャラクターとも誕生日プレゼントのやり取りが可能になる、服が売却できるようになる、全体的に台詞量が増加するなどの続編らしい追加要素がところどころ見受けられる。

またED3の存在を考慮してか、難易度が低下して爆弾が点灯しにくくなったことで、『ときめきメモリアル』シリーズの特徴の「爆弾処理」をする必要がほとんどない。

## 登場キャラクター
主人公
プレイヤーの分身。名前を自由に入力することができるが、キャラクターの一人である花椿姫子が主人公を「デイジー」と呼ぶ。

### 男性キャラクター
佐伯 瑛（さえき てる）
声：森田成一
7月19日生まれ。かに座。B型。身長178cm→179cm→180cm。体重62kg→63kg→65kg。
好きな色はアクアブルー。好みの服はピュア。クラブなし。バイト先は喫茶・珊瑚礁。学園演劇では人魚姫の王子役。卒業後は一流大学へ進学。枕投げの必殺技は「出でよ！マクラノギヌス」。
趣味はサーフィンで、スイーツ作りはプロ並み。海・ガラス細工・コーヒー・辛い食べ物・怪獣っぽいものが好き。
ホラーなものやメルヘンチックなものが嫌い。リズム感が無く、ギターは好きだがうまく弾けないことを気にしている。
学校では（特に女生徒に）外面が良く明るく振舞ってはいるが、実際の性格はかなり屈折している。何につけても負けず嫌いで見栄っ張りな面がある為、努力している姿は人には見せない。主人公や男友達にだけは割と偉そうな態度をとったり素に近い言動を見せる。思春期の男の子らしくHな言動も。無造作に見える髪形にも実はこだわりがあるが、人にそれを悟られるのを嫌う。
近眼で乱視気味だが、格好悪いという理由から人前では眼鏡を掛けずコンタクト着用。
エリート思考の両親と意見が合わず、両親が祖父の高齢や体調を理由に店を閉めさせようとしたが、祖父の想いを知る瑛は初めて親に反抗し実家を出て祖父と暮らしている。遠く離れた土地に本来の自宅がある。
将来バリスタになることを目標に周囲には隠して、祖父の喫茶店・珊瑚礁を手伝っている。
当初短髪の茶髪で少々ジャニーズらしい感じで描かれていたが、現在のアッシュに変更され髪も長くなった。イラストレーター曰く「つかめない男の子だった」そうで難産だったらしい。
志波 勝己（しば かつみ）
声：中井和哉
11月21日生まれ。さそり座。A型。身長187cm。体重70kg。
好きな色はブラック。好みの服はスポーティ。クラブなし（条件により野球部に途中入部）。学園演劇では時代劇。卒業後は一流体育大学へ進学。枕投げの必殺技は「千本打撃（せんぼんノック）」。
スポーツ観戦と甘いものが好きで、毎年文化祭では「はね学まんじゅう」をはじめとする屋台の食べ物全制覇を目指す。また、昼寝するのが好きで、図書館で昼寝をして授業を休んでしまうことも。
クールで無口。野球部の練習を時々見つめている。過去に何かあったようだが人には話したがらない。運動が得意で、日々トレーニングを続けている。
実際に話してみるとぶっきらぼうだが、面倒見がいい。根は真面目で恋愛にはうといタイプ。なぜか子供や動物に好かれる。真咲元春とは幼なじみの仲。
制作当初はもう少しスリムな体型で描かれており髪の色は暗赤、目の色も変更された。
氷上 格（ひかみ いたる）
声：鈴木千尋
10月6日生まれ。てんびん座。A型。身長175cm→176cm→177cm。体重58kg→59kg→61kg。
好きな色はホワイト。好みの服はエレガント。クラブは生徒会執行部（条件によっては生徒会長になる）。学園演劇では「夏の夜の夢」の妖精王オベロン役。卒業後は一流大学へ進学。枕投げの必殺技は「生徒総会・必殺答弁！」。
他人に厳しく、自分にも厳しい優等生。生徒会の一員ということで正義感もあるが、少し抜けている。天体観測が好きで宇宙に関連するものが好き。
生徒会執行部風紀委員として、誇らしく腕章をつけて活動にいそしむ。校則通りに白ヘルメット着用で自転車通学。周囲に自分の移動を伝える為の手信号もマスターしている。
はばたき学園を受験するも試験当日に風邪をひいてしまい羽ヶ崎学園に入学することになる。
前作の攻略キャラ、はばたき学園教師の氷室零一は従兄である（氷上母の姉が氷室の母）。
針谷 幸之進（はりや こうのしん）
声：鈴村健一
12月19日生まれ。いて座。O型。身長170cm→172cm→174cm。体重55kg→56kg→58kg。
好きな色はレッド。好みの服はセクシー。クラブなし。学園演劇では「サウンド・オブ・ミュージック」のトラップ大佐役。卒業後はフリーターをしながら音楽活動を続ける。枕投げの必殺技は「破滅へのカプリチオ」。
趣味は作曲。ボイトレで鍛えた腹筋が自慢。ロックと日本の城が好き。勉強には興味が無いのか成績は悪く、よく廊下に立たされている。
明るく自信家で目立ちたがり。見栄っ張りだが、基本的には裏表の無い性格で面倒見がよい。アーティストらしい繊細でナイーブな一面もある。おだてに弱い。実家は日舞の家元。
名前にコンプレックスがあり本名で呼ばれることを極端に嫌がる。その為周囲には自分のことを「ハリー」と愛称で呼ばせている。
友人とアマチュアバンドを組んで活動。ボーカル担当で声量には自信があるが、ある弱点が克服できないのが悩み。志波とニガコク（苦手を克服する会）を結成し会長を務めている。
いつも身に付けているネックレスには大小2つのリングが通してあり、小さい7号のリングはいつか好きな人に渡そうと思っている。
当初髪の色はシルバーアッシュで描かれており背ももう少し高かったのだが、瑛の髪がアッシュになったため変更された。その夜、イラストレーターの夢にハリーが登場し「俺の髪、これで決定なのか？」と訊ね、訳を話すと少し寂しげな様子で去っていったという不思議なエピソードも。
クリストファー・ウェザーフィールド
声：神原大地
2月23日生まれ。うお座。O型。身長182cm。体重65kg。
好きな色はグリーン。美術部。好みの服はスポーティ。学園演劇では「ヴァンパイア」の伯爵役。卒業後はイギリスの大学に進学と同時に、家業を継ぐための勉強をするらしい。枕投げの必殺技は「クリス・ザ・バイリンガル」。
通称クリス。国籍不明。Girl's Sideシリーズでは初の外国人キャラクター。京都よりの関西弁で喋る。絵を描くのが好きな芸術肌。
家がかなりのお金持ちで、はばたき市内のマンションに一人暮らし中。少々エッチな言動も多いが、特にいやらしくはない。女の子にやさしく、素直で人懐こい物腰やわらかな性格で人気者。日本での生活も長いようだが、時々言葉や常識を間違って覚えていることも。美形な外見に反し、成績はかなり悪い。
趣味はアートなものすべて。好きなものは、かわいい女の子・日本文化・家族。
年の離れた妹がいる。
天地 翔太（あまち しょうた）
声：成瀬誠
6月6日生まれ。ふたご座。AB型。身長160cm→161cm。体重45kg→46kg。
好きな色はグレー。応援部。好みの服はピュア。学園演劇では「源氏物語」の光源氏役。主人公卒業後は3年に進級し応援部の部長になる。
パラメータで出現するキャラクターの出現時期を2年目の始業式に調整することで、後輩としては初の「出現条件があるキャラ」となる（DS版では強制登場）。
ひとつ年下の後輩。礼儀正しく天使のような癒し系のかわいい外見で成績も優秀なため、佐伯の次のプリンス候補として女生徒に人気。しかし実際は一筋縄では行かない性格。
趣味は新作ケーキチェックと試食。好きなものは、甘いものと体を動かすこと。
一日五食もアリな程食べる事が好き。そのため理想の恋人は、料理やお菓子を作るのが上手な人。
意外に男っぽい一面もあり勝気で勝負好き。年上からは可愛がられている反面、同級生の中ではリーダーシップを発揮する。後輩の面倒見もよい。周囲の期待に応えるためにキャラを演じている部分があり、時にそれを空しく感じている。
針谷にウケる表情の作り方をアドバイスするほど、甘えた口調や表情を効果的に使い分ける小悪魔な面がある。何故か一方的に志波を知っていて憧れている。
姉が三人いる。姉の名前は上から、いちか・ふたえ・みつは（漢字など正確な表記は不明）。いちかは社会人で、部活のためにアルバイトが出来ず金欠な翔太によく服を買ってあげており、ふたえは翔太の髪をきれいにカットしてくれるが、彼女たちの与える服も髪型もかわいい系で、翔太の理想とはやや外れるのが悩みの種。みつはとは年が近く、よく喧嘩をするが仲は一番良い。
若王子 貴文（わかおうじ たかふみ）
声：森川智之
9月4日生まれ。おとめ座。A型。身長180cm。体重65kg。
好きな色はピンク。陸上部顧問。好みの服はエレガント。学園演劇では「幸福の王子」の王子役。主人公卒業後は新一年生の担任に。枕投げの必殺技は「科学忍法・白衣旋風」。
趣味は先生・猫のノミ取り。好きなものは猫・流行。
主人公の担任教師。担当科目は化学。校内では白衣着用。前作の教師・氷室とは正反対でのんびりおおらかな性格。頼りない印象があり天然でどこか抜けている所為か、教頭からよく注意されている。猫好き。たまに死語を使う。充実した食生活とは程遠い状況。
海外にいた時期があり、それが「実は天才科学者」等数々の学園内の噂につながっている。意外に運動が得意。
生徒からは親しみを込め「若サマ」「若ちゃん」と呼ばれ多少なめられている印象があるが、志波はあるきっかけからえらく尊敬している。
行事の際、教師間ではあまり期待されていないようで重要な仕事は任されず、文化祭ではノリノリで客引きの勧誘をするなど誰よりも楽しむ。学園の流行に敏感で流行りのパン争奪戦に参加している。
姫子と怪しい会話をしたり妙な男たちから追われる等、謎が多いのは過去に関連している。威厳が無いので生徒を叱れないため、氷上に指導を仰ぐ場面も。佐伯の事情を知っている数少ない人物だが、無理に辞めさせようとはせず心配しつつ見守っている。
真咲 元春（まさき もとはる）
声：うえだゆうじ
1月24日生まれ。みずがめ座。A型。身長186cm。体重68kg。
趣味はホラー鑑賞・料理。好きなものはボウリング・丼モノ。主人公卒業後は二流大学4年に進級。
花屋アンネリーでバイトする二流大学の学生。はね学の卒業生で主人公達の3歳年上の先輩（前作の日比谷渉と同学年）。年上の若王子や、バイトの先輩で前作にも登場している有沢志穂を苗字で呼び捨てにしている。
一人暮らしでバイト代はかなり車の維持費に費やされる。バイトで鍛えているので体力には自信がある。志波とは昔家が近所だった幼なじみ。
赤城 一雪（あかぎ かずゆき）
声：野島健児
12月8日生まれ。いて座。B型。身長173cm→174cm→176cm。体重59kg→60kg→61kg。
趣味は読書。好きなものはカレー。卒業後は一流大学へ進学。
今作における隠しキャラ。はばたき学園の生徒で生徒会執行部の書記を務めている。予備校にも通う優等生で行動派だが、主人公にだけはなぜかつい余計な一言を言っていつも後悔してしまう。仲のいいクラスメイトからは「ユキ」と呼ばれている。兄が1人いる。赤城との事故チューはない。
真嶋 太郎（まじま たろう）
声：谷山紀章
5月30日生まれ。ふたご座。O型。
DS版のみに登場するキャラクター。高級マンションに住むセレブな上級生。主人公の1学年上で、高校卒業後は二流大学へ進学。
女子生徒に人気で性格はキザ。初対面でも歯の浮くようなセリフを平気で言う。佐伯が入学する前は学園の王子的存在だった。主人公を翻弄し試すような言動を繰り返すが、それにはなにか理由があるよう。髪型がMMRのキバヤシ隊長に似ている。この髪型は内田プロデューサーのこだわりだったらしく、1980年代頃のジャパンのデヴィッド・シルヴィアンをイメージしている。弟が1人いる。
高校2年まではテニス部、大学ではスポーツ観戦サークル所属。趣味はヨット・スノボ。好きなものはチェロ演奏。卒業後は二流大学に進学し、主人公卒業後は二流大学2年に進級。
古森 拓（こもり たく）
声：松原大典
2月22日生まれ。うお座。A型。
DS版のみに登場するキャラクター。主人公のクラスに2年の10月に転校してくる。以前は東北地方の港町で暮らしていた。内気で無口。何かに怯えているような様子も。登場時は学ラン着用で、東北弁で話す。再登校時には、はね学の制服着用で髪型も変わる。父親と二人暮らし。日本の野鳥に詳しく、100種類以上知っている。趣味は料理。好きなものは生き物（特にイルカ）本家2の八重花桜梨に通じる雰囲気を持った少年。GS史上最強のピュアキャラとされている。主人公卒業後は3年生に進級するが条件によっては途中で転校してしまう。

### 女性キャラクター
藤堂 竜子（とうどう たつこ）
声：進藤尚美
1月10日生まれ。やぎ座。O型。身長170cm→171cm。
義理人情に厚く、運動神経抜群。男気溢れる姉御肌で、周囲の人から自然と頼られており、本人も満更ではないようである。
言葉遣いは少し悪いが基本的に優しく義理人情に厚い。運動が得意なだけではなく流行に敏感。
特に硬派な男子や後輩の女子からの信頼が厚い。スタリオン石油でアルバイトをしている。思考や好みはどことなく男性的な面が強い。ネイルアートが趣味で、その道を目指している。密とは浅からぬ因縁がある模様。志波と仲良くしているとライバルになることも。スポーツの中で、なんとなく野球を気にしている。卒業後はネイルアートの専門学校に進学する。枕投げの必殺技は「タイマン奥義 はね学の裏に来な！！」。
小野田 千代美（おのだ ちよみ）
声：小桜エツ子
6月20日生まれ。ふたご座。B型。身長149cm→150cm。
真面目で努力家。小柄。焦って早口で捲くし立てることも。絵がとても下手で、芸術科目の点数も他の科目より20～30点ぐらい低い。
世話焼きで主人公にも色々と親切であり、主人公が間違ってる時はしっかりと説教したりも。
可愛い動物のマスコット、フィギュア、ぬいぐるみなどに目がなく、沢山集めている。生徒会執行部に所属しており、規則を真面目に厳守しようとしているが、少々ぬけた所がある。弟がおり、仲がいい様子。主人公がチョビと呼ぶと怒るが、密からは「チョビちゃん」と呼ばれている。氷上と仲良くしているとライバルになることも。髪留めのリボンにはこだわりがあるらしい。卒業後は一流大学に進学。枕投げの必殺技は「千代美奥義 廊下は走っちゃ駄目ですよ！」。
西本 はるひ（にしもと はるひ）
声：前田愛
5月15日生まれ。おうし座。A型。身長155cm。
関西弁をしゃべる明るい性格。好奇心旺盛。誰とでもすぐに友達になれる、人見知りしない明るさと勢いが魅力。メルヘンやロマンスに憧れる乙女な部分もあり、王道コテコテの恋愛ドラマに涙する。特にハッピーエンド志向。洋菓子店アナスタシアでアルバイトしており、スイーツが大好き。針谷と仲良くしているとライバルになることも。針谷の好みに合わせて音楽番組も最近はチェックしている。卒業後はスイーツ好きが効してパティシエを目指す為に専門学校に進学する。枕投げの必殺技は「ケーキは別腹！いってこい食べ放題！」。
水島 密（みずしま ひそか）
声：皆口裕子
2月2日生まれ。みずがめ座。AB型。身長164cm。
旧家のお嬢様で、大人びた性格と落ち着いた雰囲気を持つ、高嶺の花的存在。
前作を含めた女性キャラクターの中で唯一対となる男性キャラクターとは関係ないコマンドで登場する（クリスは芸術、密は魅力）。
料理や裁縫を難なくこなす家庭的な少女で、男子からも女子からも慕われている。占いなどが好き。吹奏楽部に所属している他、様々な習い事をしている。担当楽器はサックス。
中学時代のことを話したがらないが、修学旅行の枕投げの技で話したがらない理由が垣間見られる。実は中学時代荒れており、竜子とは因縁がある。
小さな甥っ子がおり、可愛がっている。クリスと仲良くしているとライバルになることも。卒業後はウイーンに音楽留学する（なぜジャズ好きなのにウイーンなのかは不明）。枕投げの必殺技は「過去の奥義 タイマン上等！！！」。

### その他のキャラクター
花椿 姫子（はなつばき ひめこ）
声：松崎史子
前作に登場した花椿吾郎の姪にあたる。主人公をデイジー、藤堂をベラドンナと呼ぶなど、気に入った人物に全く勝手な愛称をつける。突如現れては、ファッションをチェックしたり助言を与えたりとナビゲートしてくれる。既成のデザインを全く無視した制服を着ていて、常に取り巻きの女生徒に囲まれている。謎の団体「カメリア倶楽部」の主催者であり、はばたきウォッチャーでファッションコラムを連載している。姫子曰く「三度の飯よりおしゃれ！」なぜか若王子に「カメリア倶楽部」専属になるよう密かに勧誘し続けているよう。年齢不詳で真咲にも「先輩」と呼ばれていることからわかるように、昔から学園にいる謎の存在である。叔父の吾郎が不在のため、セレクトショップ「URSULA」のオーナー代理を務める。趣味は真の乙女を捜すこと。好きなものは乙女のファッションチェック・おしゃれ。誕生日・血液型などのパーソナルデータは公表されていない。
音成 遊（おとなり ゆう）
声：小林由美子
4月6日生まれ。おひつじ座。A型。身長138cm→141cm→145cm。体重34kg→36kg→39kg。
主人公の隣りに住む素直で元気な少年。主人公をサポートする。なんでも知っており、羽ヶ崎学園の生徒の情報もバッチリである。バレンタインチョコをあげることが出来るが、あげなくてもホワイトデーにプレゼントしてくれる。条件を満たすと、彼から告白されることもある。卒業後は地元の中学校に進学する。
佐伯 総一郎（さえき そういちろう）
声：矢田耕司
佐伯瑛の祖父。喫茶店「珊瑚礁」のマスター。妻は亡くなっている。店を手伝うために学校で優等生を演じる意地っ張りな孫を心から案じている。瑛曰く「昔はワイルドだった」らしい。甘いものに目がない。両親との間にわだかまりがある瑛にとっては、一番身近な存在。若い頃は画家を志しており、瑛の祖母である妻をモデルに人魚の絵を描いていた。灯台にまつわる人魚と若者の悲恋の伝説を幼い頃の瑛に読み聞かせたのは総一郎である。珊瑚礁のスイーツは彼が作っており、味は最高。ケーキを食べた志波は「凄腕マスターさんだな」と感想を残した。
有沢 志穂（ありさわ しほ）
声：ゆかな
1月20日生まれ。やぎ座。血液型A型。
花屋アンネリーで働き続けている女性。年齢は真咲の一つ上。前作にも登場している。前作では優等生タイプの同級生で卒業後は一流大学に進学しているので、今回の物語の中では大学2年生（主人公1年次）ということになる。
校長
入学式と卒業式に登場する羽ヶ崎学園の校長。卒業式では生徒達の卒業を大海原に出港する船に例える言葉を送っている。
教頭
羽ヶ崎学園の教頭。学園モノの教頭によくある、お小言をいうタイプ。頼りない若王子にあれこれと注意をしている。行事でも小言役で、クリスマスパーティの際には小言込みのあいさつ役、修学旅行の枕投げでは前作の氷室と同じ見回り（タイムリミット）役。尚、外見は緑色のジャージに眼鏡でバーコード頭。
齋藤
ときめき状態の男性とのデートの際、ランダムで現れるキャッチセールスマン。前作で登場したキャッチセールスマンと同一人物。はばたき学園の卒業生。弟は真咲の友達で同級生。
海辺の少年
声：こおろぎさとみ
主人公が幼い頃、人魚と若者の恋の話を聞かせてくれた少年。浜辺で両親とはぐれ迷子になった主人公に優しく声をかけた。初め何も話さなかった主人公に「きみは人魚なの？」と聞いた。

## 主題歌
2nd Kiss
- オープニングテーマ 「Stay」 - 歌：大浦祐一
- エンディングテーマ 「めぐり逢えてよかった」 - 歌：スターダスト☆レビュー
- 挿入歌 「Lovin' Moon」 - 歌：camino

タイピング
- オープニングテーマ 「BESIDE」 - 歌：森田成一

2nd Season
なし

## 関連商品

### CD
- ときめきメモリアル Girl's Side 2nd Kiss テーマソングシングル「Stay」（大浦祐一 ）
- ときめきメモリアル Girl's Side 2nd Kiss 短編ドラマ集 ～Seaside Sketch～
- ときめきメモリアル Girl's Side 2nd Kiss オリジナルサウンドトラック
- ときめきメモリアル Girl's Side 2nd Kiss ドラマ&イメージソングアルバム
  - Vol.1（佐伯・氷上・赤城編）
  - Vol.2（志波・針谷・真咲編）
  - Vol.3（クリス・天地・若王子編）

### 関連書籍
- 攻略ガイドブック
  - ときめきメモリアル Girl's Side 2nd Kiss 公式ガイド ファーストエディション
  - ときめきメモリアル Girl's Side 2nd Kiss 公式ガイド コンプリートエディション
  - ときめきメモリアル Girl's Side 2nd Kiss 美男子コンプリートガイド
  - ときめきメモリアル Girl's Side 2nd Season 公式ガイド コンプリートエディション
- ときめきメモリアル Girl's Side アンソロジーコミックス（Vol.1～2）
- ときめきメモリアル Girl's Side 2nd Kiss ～celebrate encounter～（I～X）
- 短編小説集
  - ときめきメモリアル Girl's Side 2nd Kiss Short Stories Vol.01（佐伯・氷上・針谷・真咲・友だち編）
  - ときめきメモリアル Girl's Side 2nd Kiss Short Stories Vol.02（志波・クリス・天地・若王子・赤城編）
  - ときめきメモリアル Girl's Side 2nd Season Short Stories（古森・真嶋編 他）
  - Girl's Side 総合ファンブック「はばたきウォッチャー」（Vol.1～6）
- ときめきメモリアル Girl's Side Visual Collection（GSシリーズ総合イラスト集）

## 備考
- 作中には同社ゲームのネタが数多く挿入されている。
  - ランブルローズ（イベントホール・文化祭の喫茶店BGM・ケーキ屋の名前 等）
  - サイレントヒル（お化け屋敷・真咲元春の誕生日プレゼント・映画 等）
- 前作のセーブデータが入っているメモリーカードでプレイすると、前作の恋愛対象者9名が背景に出現するというおまけがある。
- 同時期に発売された「Girl's Side 2nd Kissメモリカード」をPlayStation 2のメモリーカードスロット2へ入れてプレイすると、浴衣・振袖・ドレスが購入しなくても手持ちの衣装に含まれる。

## こぼれ話
GSシリーズを手がけた内田明理は、2003年に発売された女性向けゲーム雑誌のインタビューで、次回作を作るとしたら氷室の甥の生徒会長を出したい、氷室に風紀と書かれた腕章をつけられなかったのが心残りと発言していた。また、キス描写に関する話題の際、「事故チュー」についても触れている。